# A Blind Legend
A Blind Legend es un juego de audio de acción y aventuras. El juego contó con el apoyo financiero del Centre national du cinéma et de l'image animée y otras organizaciones. Fue distribuido por el estudio francés Plug In Digital y desarrollado por Dowino para Microsoft Windows, IOS, macOS y Android. El juego no tiene vídeo ni gráficos y requiere auriculares para jugarlo.

## Jugabilidad
El juego trata sobre un caballero llamado Edward Blake cuya esposa ha sido capturada por los guardias del rey mientras lo buscaban. El juego no tiene gráficos de vídeo, por lo que el jugador necesita altavoces estéreo o un par de auriculares para poder jugar. El juego utiliza tecnología de grabación binaural para reproducir los sonidos en el campo de juego en 3D y permitir que el jugador encuentre su dirección. El juego se controla principalmente mediante el uso de la pantalla táctil para jugar. En Windows se puede utilizar el mouse en lugar de la pantalla táctil.
El juego se puede descargar de forma gratuita en todas las plataformas. Al jugador se le otorgará cinco vidas que se reducirán cuando el jugador sea asesinado por los enemigos, arrojado al lago, entre en un puente o sea consumido por cualquier trampa. Sin embargo, una vez que las vidas se hayan agotado, el jugador no podrá volver a jugar hasta que las vidas se hayan restaurado o hasta que el jugador decida comprar otras vidas desde la pantalla principal del juego. Los paquetes de vidas están configurados para ser restaurados cada 20 minutos después de agotarse.

### Armas y controles
Durante el juego, los siguientes controles y armas están disponibles y pueden ser utilizados por el jugador.
- Espada: se utiliza para luchar con los enemigos siempre que se enfrentan al Caballero, el caballero retira su espada automáticamente cada vez que es desafiado, pero al tocar la pantalla dos veces con dos dedos también retira o mantiene la espada alejada.

- Escudo: cada vez que el jugador se enfrenta a algo, puede pellizcar la pantalla para activar el escudo. Si el jugador se retira, el escudo deja de estar activo.

- Ataque combinado: esto se realiza presionando la pantalla, luego presionando hacia afuera y moviendo el dedo varias veces en dirección al enemigo.

## Trama
A Blind Legend está ambientado en un entorno de fantasía medieval. El jugador asume el papel de un caballero ciego llamado Edward Blake cuya esposa ha sido capturada por desconocidos. Acompañado por su hija Louise, quien lo guiará en el camino, el protagonista deberá recorrer el reino de High Castle, enfrentándose a diversos enemigos y trampas para poder llegar hasta los captores, luchar contra ellos y liberar a su esposa.